# Jörg Goldberg
Jörg Goldberg (* 1943 in Wittenberge) ist ein deutscher Ökonom und Sachbuchautor.

## Leben
Goldberg war Mitarbeiter des Instituts für Marxistische Studien und Forschungen mit den Arbeitsgebieten Krisentheorie und Analyse der Wirtschaftsentwicklung. Die DKP-nahe Organisation wurde 1989 nach dem Ende der Finanzierung durch die SED aufgelöst und alle Mitarbeiter entlassen. Ab 1989 arbeitete er als entwicklungspolitischer Gutachter. In Benin war er von 1993 bis 1996 wirtschafts- und sozialpolitischer Regierungsberater. Die gleiche Tätigkeit übte er von 2002 bis 2005 in Sambia aus.
Goldberg veröffentlichte Bücher, Artikel in der Tageszeitung junge Welt und Zeitschriften und gehört zur Redaktion der Zeitschrift Z. Zeitschrift Marxistische Erneuerung.

## Schriften

### Als Autor
- mit Heinz Jung: Die Wirtschaftskrise 1974-1976 in der Bundesrepublik Deutschland, Verlag Marxistische Blätter, Frankfurt am Main 1976, ISBN 3-88012-422-1
- Zur Einschätzung der gegenwärtigen Weltwirtschaftskrise. In: Das Argument. 112 (November / Dezember 1978), S. 807–813.
- Jörg Goldberg, Angelina Sörgel: Grün-alternative Wirtschaftskonzeptionen. Analyse und Kritik. Frankfurt am Main, IMSF, 1982; DNB 840362595
- Von Krise zu Krise. Die Wirtschaft der Bundesrepublik im Umbruch. Köln, Pahl-Rugenstein, 1988, ISBN 3-7609-1147-1.
- Überleben im Goldland : Afrika im globalen Kapitalismus. Köln, Papyrossa, 2008, ISBN 978-3-89438-398-5.
- Die Emanzipation des Südens. Die Neuerfindung des Kapitalismus aus Tradition und Weltmarkt. Köln, Papyrossa, 2015, ISBN 978-3-89438-579-8.
- Ein neuer Kapitalismus? Grundlagen historischer Kapitalismusanalyse. Köln, Papyrossa, 2021, ISBN 978-3-89438-767-9.

### Als Herausgeber
- Eugen Varga: Wirtschaft und Wirtschaftspolitik, Vierteljahresberichte 1922–1939, hrsg. von Jörg Goldberg in 5 Bänden, mit Vorworten von Georg Göncöl, Jörg Goldberg und Josef Schleifstein. Berlin: das europäische buch, 1977; DNB 550287264